# Hermann Reinecke
Pour les articles homonymes, voir Reinecke.
Hermann Reinecke, né le 14 février 1888 à Wittemberg et mort le 10 octobre 1973 à Hambourg, est un General der Infanterie allemand qui a servi au sein de l'armée de terre de la Wehrmacht pendant la Seconde Guerre mondiale.

## Biographie

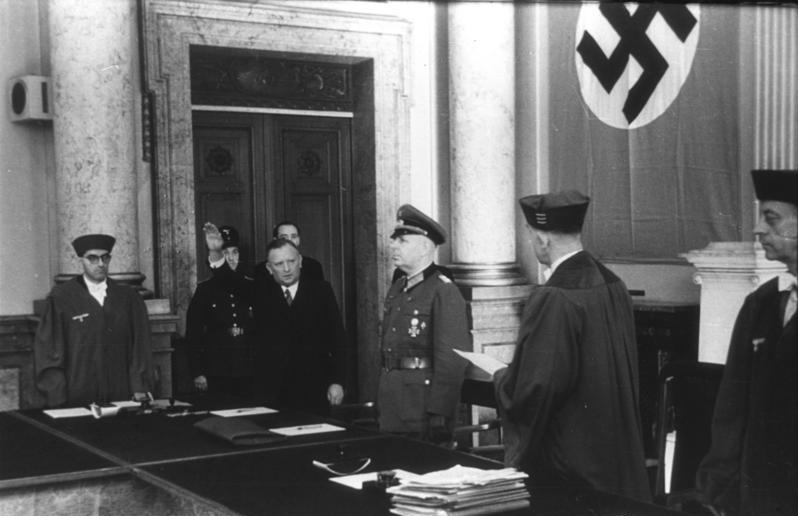
Hermann Reinecke en juillet 1944 à la cour suprême en troisième position après Ernst Lautz et Roland Freisler.

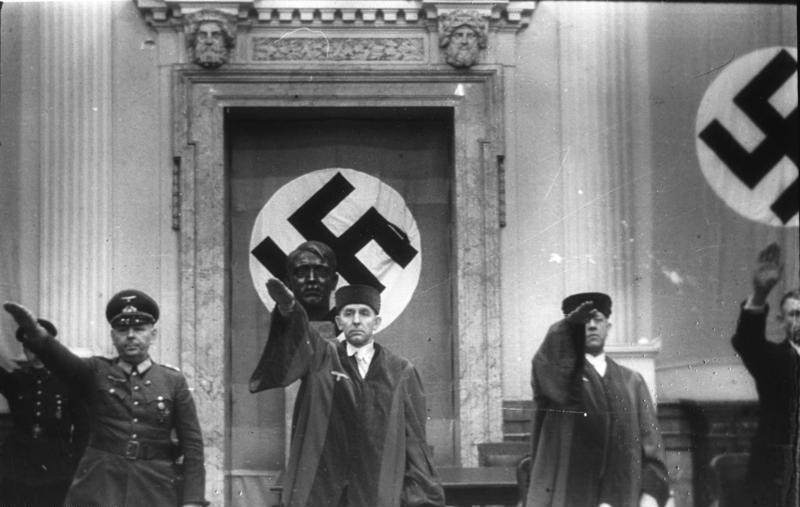
Hermann Reinecke en juillet 1944 à la cour suprême en première position avec Roland Freisler et Ernst Lautz.

Hermann Reinecke, fils d'un lieutenant-colonel, s'engage dans l'armée prussienne en 1905 après ses études à l'école principale prussienne des cadets. Il rejoint le 79e régiment d'infanterie (de) comme Leutnant en 1906. Il sert durant la Première Guerre mondiale et est promu capitaine en 1916. En 1919, il est admis dans la Reichswehr et travaille dans un régiment d'infanterie et au ministère de la Défense du Reich à Berlin. Il sert dans la Wehrmacht dès 1933.
En octobre 1940, il est promu Major et nommé chef du Bureau général des forces armées en août 1940. En 1942, il est promu général de l'infanterie. Durant la tentative de complot du 20 juillet 1944, Joseph Goebbels le charge de reprendre le Bendlerblock. Il participe au procès contre les « conspirateurs » en tant qu'assesseur de jury aux côtés de Roland Freisler.
Durant le procès de Nuremberg après la Seconde Guerre mondiale, il est reconnu coupable de crimes de guerre et de crimes contre l'humanité. En tant que chef de l'Office général des forces armées, il est responsable de la création et de la mise en œuvre de la politique de prisonniers de guerre qui a entraîné la mort d'environ 3,3 millions de prisonniers de guerre soviétiques. Reinecke est condamné à la réclusion à perpétuité. Il est libéré en octobre 1954,.